# Nati nel 1618
| Questa pagina contiene informazioni ricavate automaticamente dalle voci biografiche con l'ausilio del template Bio e di un bot. L'aggiornamento è periodico e automatico e ricostruisce completamente la pagina. Se manca una persona in questa lista, sei pregato di non aggiungerla, ma accertati piuttosto che la sua voce biografica contenga il template Bio e che i dati anagrafici siano correttamente compilati. Se il template Bio manca, inseriscilo tu stesso o, in alternativa, metti l'avviso {{tmp\|Bio}} che ne segnala la mancanza. Se i dati riportati sono sbagliati, correggi direttamente la voce biografica; le modifiche saranno visibili in questa lista entro pochi giorni. Per chiarimenti vedi il progetto biografie. La lista contiene solo le 90 persone che sono citate nell'enciclopedia e per le quali è stato implementato correttamente il template Bio. Pagina aggiornata al 2 giu 2025. |

## Gennaio(5)
- 1º gennaio - Bartolomé Esteban Murillo, pittore spagnolo († 1682)
- 14 gennaio - Jan Six, politico, mecenate e collezionista d'arte olandese († 1700)
- 18 gennaio - Stefano Brancaccio, cardinale e arcivescovo cattolico italiano († 1682)
- 25 gennaio - Nicolaes Visscher, disegnatore, incisore e editore olandese († 1709)
- 28 gennaio - Reginaldus Cools, vescovo cattolico fiammingo († 1706)

## Febbraio(1)
- 12 febbraio - Olof Verelius, storico svedese († 1682)

## Marzo(2)
- 4 marzo - Giorgio Luigi di Nassau-Dillenburg, nobile tedesco († 1656)
- 14 marzo - Nadira Banu Begum, principessa indiana († 1659)

## Aprile(6)
- 2 aprile - Francesco Maria Grimaldi, gesuita, fisico e astronomo italiano († 1663)
- 4 aprile - Ferrante III Gonzaga, nobile italiano († 1678)
- 9 aprile - Cristiano di Legnica-Brieg, nobile polacco († 1672)
- 9 aprile - Agustín Moreto, drammaturgo e religioso spagnolo († 1669)
- 13 aprile - Roger de Bussy-Rabutin, scrittore francese († 1693)
- 29 aprile - Vittoria Farnese, duchessa († 1649)

## Maggio(1)
- 31 maggio - Giovanni IV della Frisia orientale-Rietberg, nobile tedesco († 1660)

## Giugno(5)
- 1º giugno - Johann Franck, scrittore tedesco († 1677)
- 2 giugno - Carlo Gonzaga, marchese († 1685)
- 15 giugno - Ippolito Lante Montefeltro della Rovere, I duca di Bomarzo, nobile italiano († 1688)
- 18 giugno - Andrea d'Avalos, militare e politico italiano († 1709)
- 28 giugno - Jean Le Pautre, incisore francese († 1682)

## Luglio(5)
- 1º luglio - Cosimo Fancelli, scultore italiano († 1688)
- 10 luglio - Everhard Jabach, banchiere, collezionista d'arte e mecenate olandese († 1695)
- 17 luglio - George Stewart, IX signore d'Aubigny, nobile scozzese († 1642)
- 22 luglio - Johan Nieuhof, viaggiatore, esploratore e disegnatore olandese († 1672)
- 30 luglio - Giuliano Cesarini, nobile italiano († 1665)

## Agosto(1)
- 23 agosto - Renato II Borromeo, nobile italiano († 1685)

## Settembre(6)
- 6 settembre - Giacomo Ruffo, arcivescovo cattolico italiano († 1691)
- 11 settembre - Francesco Grue, ceramista italiano († 1673)
- 12 settembre - Margherita d'Este, nobile italiana († 1692)
- 14 settembre - Peter Lely, pittore olandese († 1680)
- 14 settembre - Johannes Rechsteiner, politico svizzero († 1665)
- 27 settembre - Jakob Alting, teologo tedesco († 1679)

## Ottobre(3)
- 8 ottobre - Claude Lamoral I di Ligne, militare spagnolo († 1679)
- 9 ottobre - Carlo de' Dottori, letterato, drammaturgo e librettista italiano († 1686)
- 31 ottobre - Maria Anna di Gesù de Paredes, religiosa ecuadoriana († 1645)

## Novembre(3)
- 3 novembre - Aurangzeb, sovrano indiano († 1707)
- 8 novembre - Louise de La Fayette, francese († 1665)
- 16 novembre - Federico III di Wied, nobile tedesco († 1698)

## Dicembre(5)
- 8 dicembre - Madeleine Béjart, attrice teatrale francese († 1672)
- 13 dicembre - Pedro Nuño Colón de Portugal, nobile, politico e militare spagnolo († 1673)
- 16 dicembre - Elisabetta di Boemia, religiosa tedesca († 1680)
- 18 dicembre - Karl Kaspar von der Leyen, arcivescovo cattolico e nobile tedesco († 1676)
- 26 dicembre - Carlo Ciceri, cardinale e vescovo cattolico italiano († 1694)

## Senza giorno specificato(47)
- Philips Angel II, pittore, incisore e illustratore olandese († 1664)
- Henry Bennet, I conte di Arlington, politico britannico († 1685)
- François Blondel, ingegnere e matematico francese († 1686)
- Thomas Blood, militare e criminale irlandese († 1680)
- Jan Both, pittore olandese († 1652)
- Vakhtang V di Cartalia, re († 1675)
- Médard Chouart des Groseilliers, esploratore francese († 1696)
- Andrea Cirino, teologo, letterato e storico italiano († 1664)
- David Conforte, storico tedesco († 1685)
- Gonzales Coques, pittore fiammingo († 1684)
- Abraham Cowley, poeta e saggista inglese († 1667)
- Gennaro Maria D'Afflitto, religioso, architetto e ingegnere italiano († 1673)
- Candido Del Buono, scienziato italiano († 1676)
- Adriaen van der Donck, avvocato e scrittore olandese († 1655)
- Tolomeo II Gallio, IV duca di Alvito, nobile italiano († 1687)
- Jan Pauwel Gillemans il Vecchio, pittore fiammingo († 1675)
- Hishikawa Moronobu, pittore e incisore giapponese († 1694)
- Johann Holwarda, astronomo e fisico olandese († 1651)
- Jeremiah Horrocks, astronomo britannico († 1641)
- Juan de Rocamora, generale spagnolo († 1691)
- François Pierre de La Varenne, cuoco e scrittore francese († 1678)
- Filiberto Laurenzi, compositore e clavicembalista italiano
- John Lawrence, politico inglese († 1699)
- Liu Rushi, poetessa, calligrafa e pittrice cinese († 1664)
- Richard Lovelace, poeta inglese († 1657)
- José Marín, cantante, chitarrista e compositore spagnolo († 1699)
- Conrad Meyer, pittore e incisore svizzero († 1689)
- Damien Mitton, scrittore francese († 1690)
- Juan Francisco de Montemayor de Cuenca, giurista, magistrato e scrittore spagnolo († 1685)
- Henry Oldenburg, letterato e ambasciatore tedesco († 1677)
- Bartolomeo Passante, pittore italiano († 1648)
- Simon Arnauld de Pomponne, diplomatico e politico francese († 1699)
- Giovanni Battista Rabbia, vescovo cattolico italiano († 1672)
- Giovanni Roano e Corrionero, arcivescovo cattolico spagnolo († 1703)
- Jacques Rohault, filosofo, matematico e fisico francese († 1672)
- Alphonse Antonio de Sarasa, matematico belga († 1667)
- Pieter Hendricksz Schut, incisore olandese († 1660)
- John Smith, filosofo e teologo inglese († 1652)
- Michiel Sweerts, pittore e incisore fiammingo († 1664)
- Jan Philips van Thielen, pittore fiammingo († 1667)
- Arcangelo Tipaldi, vescovo cattolico italiano († 1682)
- Michelangelo Torcigliani, poeta e traduttore italiano († 1679)
- Manuel de la Torre, arcivescovo cattolico spagnolo († 1679)
- Vitaliano Visconti, cardinale e arcivescovo cattolico italiano († 1671)
- Isaac Vossius, bibliotecario e saggista olandese († 1689)
- Adrien de Wignacourt, militare francese († 1697)
- Giancola del Mercato, giurista, storico e politico italiano († 1685)